# ティベリウス・センプロニウス・グラックス (紀元前238年の執政官)
ティベリウス・センプロニウス・グラックス（ラテン語: Tiberius Sempronius Gracchus (Ti. Sempronius Ti.f. C.n. Gracchus), 生没年不詳）は、紀元前3世紀の共和政ローマの政治家、軍人。プレブス系センプロニウス氏族グラックス家の出自で、グラックス家で最初に執政官となった。息子には同名のティベリウスがおり、グラックス兄弟の先祖である。

## 経歴
紀元前246年、グラックスはアエディリス・プレベイウスに就任した。同僚はガイウス・フンダニウス・フンドゥルスであった。この年プブリウス・クラウディウス・プルケル (紀元前249年の執政官)の妹クラウディアが、ローマの混雑に巻き込まれ馬車が身動き出来なくなると、「兄が生き返ってまた艦隊を率いて蹴散らしてくれればいいのに」と発言した。これに対して侮辱罪を適用し、25000アス (青銅貨)の罰金を科している。またそれらの罰金でアウェンティヌスにリーベルタース神殿を建立した
紀元前238年に執政官に就任、同僚はプブリウス・ウァレリウス・ファルトであった。ティベリウスはサルディニアを占領し、同僚がガリア人と戦っている間、彼はリグリアに遠征した。